# James Fergusson (Architekt)

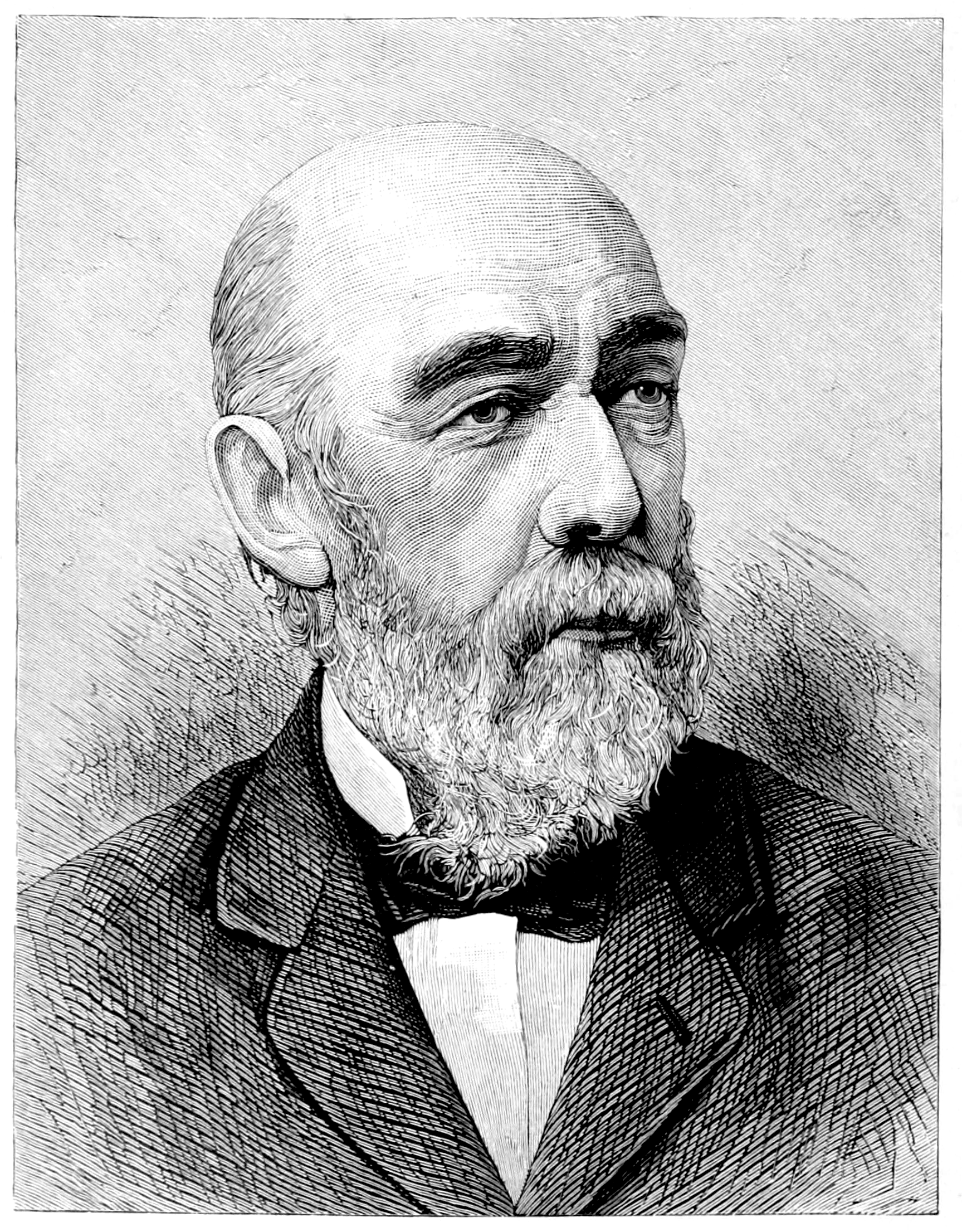
James Fergusson

James Fergusson (* 22. Januar 1808 in Ayr, Schottland; † 9. Januar 1886 in London) war ein britischer Geschäftsmann und Architekturhistoriker, der sich als einer der ersten Europäer mit indischer Architektur beschäftigte.

## Biografie
James Fergusson wurde als zweiter Sohn des schottischen Militärchirurgen und Verfasser medizinischer Artikel William Fergusson (1773–1846) im Jahr 1808 in Ayr an der Südwestküste Schottlands geboren. Nach Abschluss seiner Schulausbildung an der Royal High School in Edinburgh und an einer Privatschule in Hounslow bei London ging er als Geschäftsmann in ein Indigo-Handelshaus in Kalkutta, Bengalen, in welchem sein älterer Bruder Partner war. Doch bereits wenige Jahre später gründete er sein eigenes Indigo-Handelshaus. Neben seiner kaufmännischen Tätigkeit begann er sich für die Architektur Indiens zu interessieren und unternahm mehrere Reisen. Die Geschäfte liefen gut und bereits nach ca. zehn Jahren kehrte er nach England zurück, wo er sich als Privatgelehrter in London niederließ, doch in den Jahren 1834 bis 1843 unternahm er mehrere Reisen nach Indien. Daneben beschäftigte Fergusson sich mit antiker Architektur des Mittelmeerraumes und mit Themen der Landesverteidigung Englands gegen eine französische Invasion.
Im Jahr 1845 veröffentlichte Fergusson das Buch The Rock-cut Temples of India und erneut zehn Jahre später publizierte er das Werk The Illustrated Handbook of Architecture, being a Concise and Popular Account of the different Styles of Architecture prevailing in all Ages and Countries, das im Jahr 1862 vom Projekt A History of the Modern Styles of Architecture gefolgt wurde. Sein Werk aus dem Jahr 1855 erlebte eine Neuauflage, bei der die Kapitel zur indischen Architektur jedoch stark verkürzt wurden. Diese wurden im Jahr 1876 im Buch The History of Indian and Eastern Architecture zusammengefasst und erweitert.

## Ehrungen
- 1840 wurde er zum Mitglied der Royal Asiatic Society ernannt.
- 1856 wurde er als Mitglied im renommierten Athenaeum Club aufgenommen.
- 1871 erhielt er eine Goldmedaille vom Institute of British Architects.

## Werk (Auswahl)

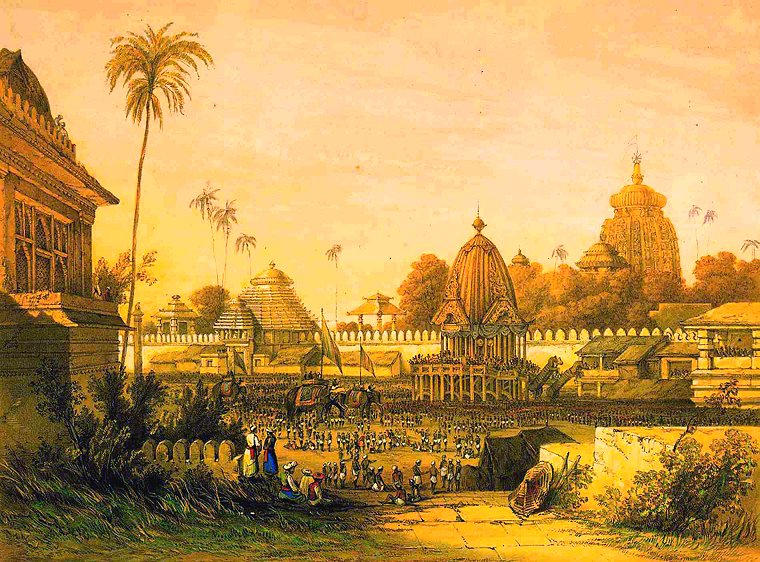
Ratha-Festival, Puri

### Schriften
- The Rock-cut Temples of India (1845)
- An Essay on a Proposed New System of Fortification: with Hints for its Application to our National Defences (1849)
- Palaces of Nineveh and Persepolis restored (1851)
- Notes on the Site of the Holy Sepulchre at Jerusalem (1860)
- Mausoleum at Halicarnassus restored (1862)
- Tree and Serpent Worship (1868)
- Rude Stone Monuments in all Countries (1872)
- The History of Indian and Eastern Architecture (1876)
- The Temples of the Jews and the other Buildings in the Haram Area at Jerusalem (1878)

### Zeichnungen etc.
Zu seinem Werk gehören ebenfalls zahlreiche Zeichnungen und Fotografien, die heute zu den frühesten Dokumenten dieser Art zur indischen Architektur zählen.

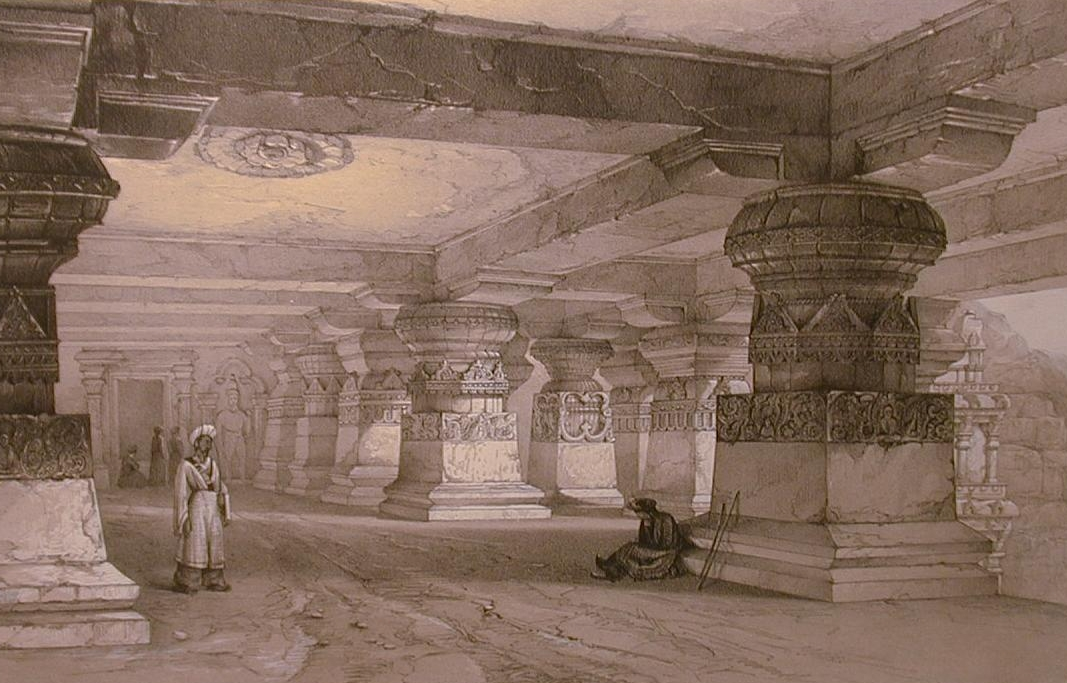
Ellora, Lanka Cave
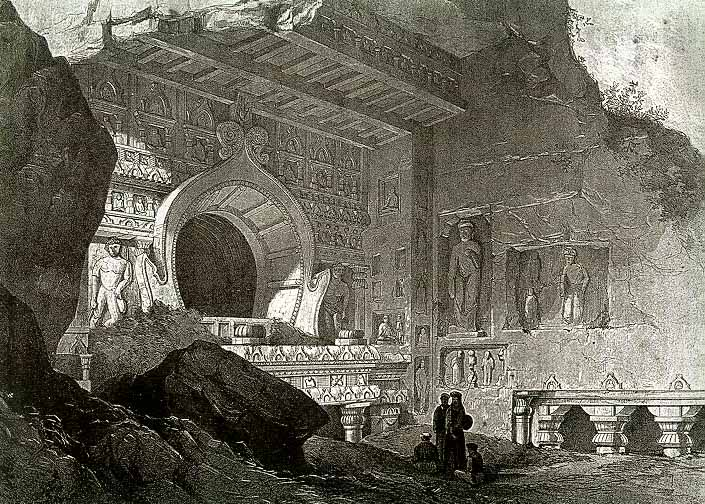
Ajanta, Höhle 19
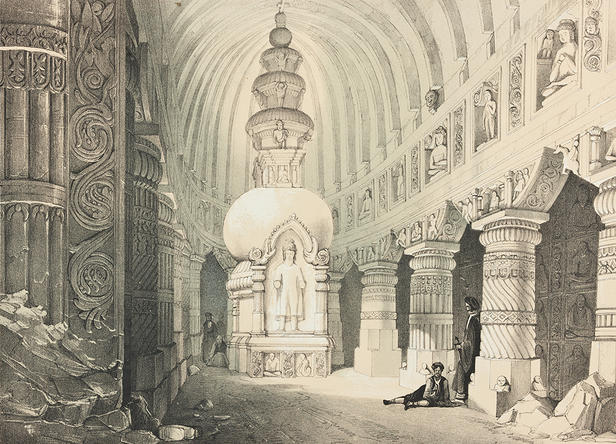
Ajanta, Höhle 19
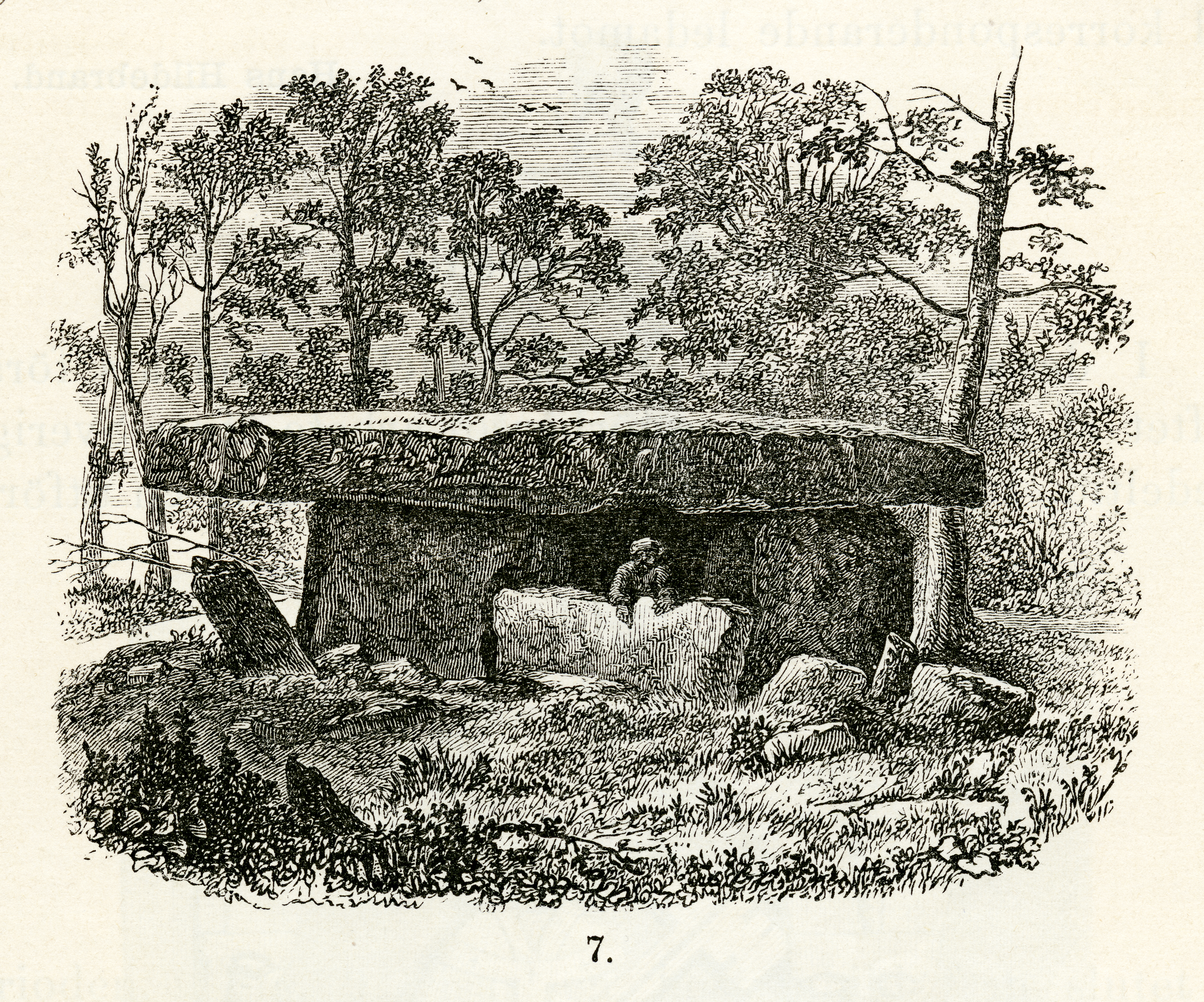
Dolmen im Godavari-Distrikt
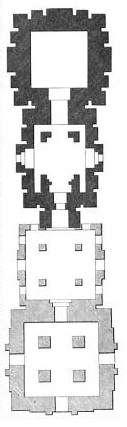
Lingaraja-Tempel, Bhubaneswar
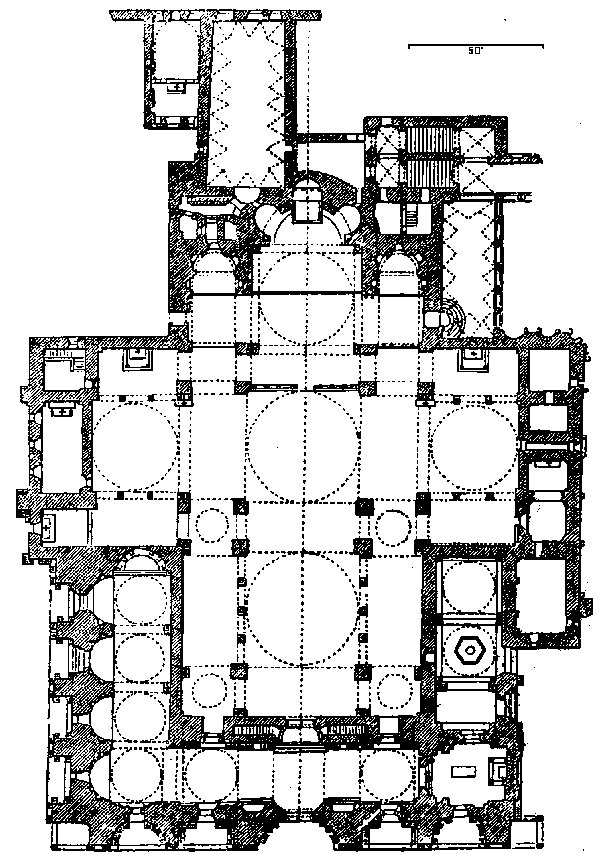
Markusdom, Venedig